# قاعدة بيانات بيركيلي
قاعدة بيانات بيركيلي (Berkeley DB) هي قاعدة بيانات مجانية ومفتوحة، تحتوي على نظام عالي وسريع لإدارة البيانات. ميزة بيركيلي عن قواعد البيانات المعهودة الأخرى ك اس كيو ال (SQL) هو أنه لا يوجد عمليات بحث أو فهرسة عن طريق جهاز ثالث أو شبكة معلومات، وإنما كل العمليات تتم محليا على جهاز المستخدم.
الفرق الرئيسي الآخر هو أن حفظ البيانات يتم في عدة قواعد بيانات منفصلة ذو حجم صغير، يمكن الربط فيما بينها، على عكس الطرق المعهودة في هذا المجال والتي تعمل جداول كبيرة ذو تركيبة معقدة في قاعدة بيانات واحدة ذو حجم كبير. يمكن شرح قواعد بيانات بيركيلي بأنها جدول به عمودين من البيانات: عمود يحتوي على مفتاح البيانات (عادة رقم أو اسم محدد) وعمود به البيانات. بيركيلي يوفر واجهة (API) مكتوبة في عدة لغات برمجة، منها: جافا، سي بلس بلس، سي واكس ام ال، تعمل على أنظمة لينكس وويندوز.

## اقرأ أيضاً
- جينوكاد

## وصلات خارجية
- قاعدة بيانات بيركيلي على موقع Free Software Directory (الإنجليزية)
- الموقع الرسمي